# Pitești
Pitești [piˈteʃtʲ] (äldre tyskt namn: Pitesk) är en stad i Rumänien som ligger vid floden Arges där den möter sitt biflöde Râul Doamnei. Staden är betydelsefullt centrum för handel och industri samt har två universitet. Den är också en betydelsefull järnvägsknutpunkt. Staden har varit bebodd sedan förhistorisk tid men nämns först under 1300-talet som ett handelscentrum i norra Valakiet.
Pitești ligger 280 meter över havet på terrasser som formats av Arges.
På väg från Didymóteicho i Osmanska riket till Stralsund i april 1714 gjorde kung Karl XII halt i Pitești nära gränsen till Österrike. Där väntade han i två dagar på de svenskar som under ledning av Axel Sparre kom från Bender. Med dem fanns också tyskar, polacker och kosacker. Resesällskapet bestod av omkring 1 170 personer, 1 625 hästar och 147 fullastade vagnar. Den 27 oktober lämnade kungen och två följeslagare Pitești medan övriga fick komma efter i långsmmare takt.
Under 1950-talet fick staden dåligt rykte eftersom kommunistiska ledare använde det lokala fängelset för att söka få politiska fångar återutbildade genom uppmuntra dem att med våld angripa andra fångar. Programmet leddes av den hemliga polisen Securitate. Målet var att psykologiskt bryta ner fångarna genom att hjärntvätta dem till att bli nya män i det leninistiska samhället. Experimentet avbröts efter fem år. Vid en rättegång som pågick 1953–1954 dömdes 16 fångar till döden för att ha deltagit i experimentet. 1957 i en ny rättegång dömdes några fångvaktare till lätta straff som de senare fick amnesti från.
Stadens mest kände son är Ion Antonescu.

## Bilder

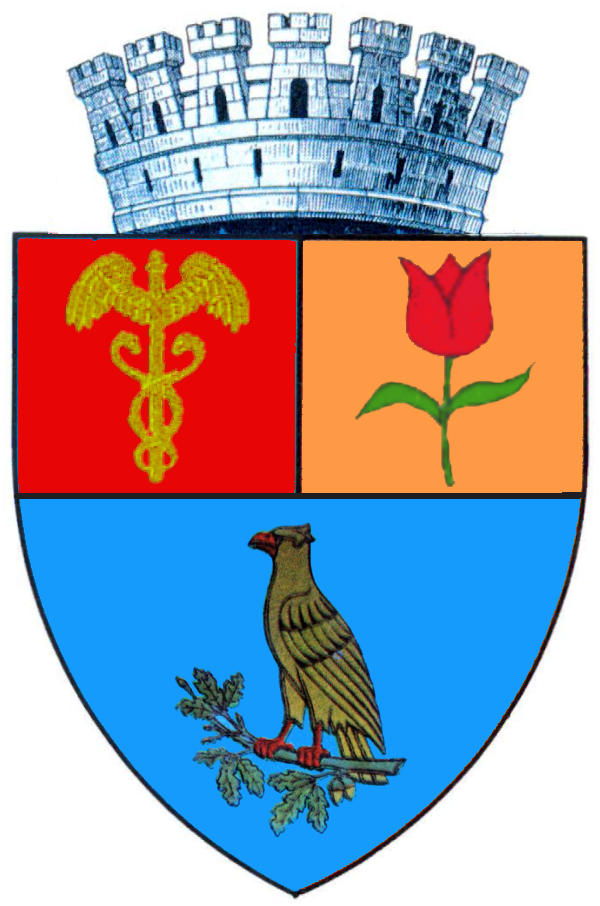
Stadens vapen
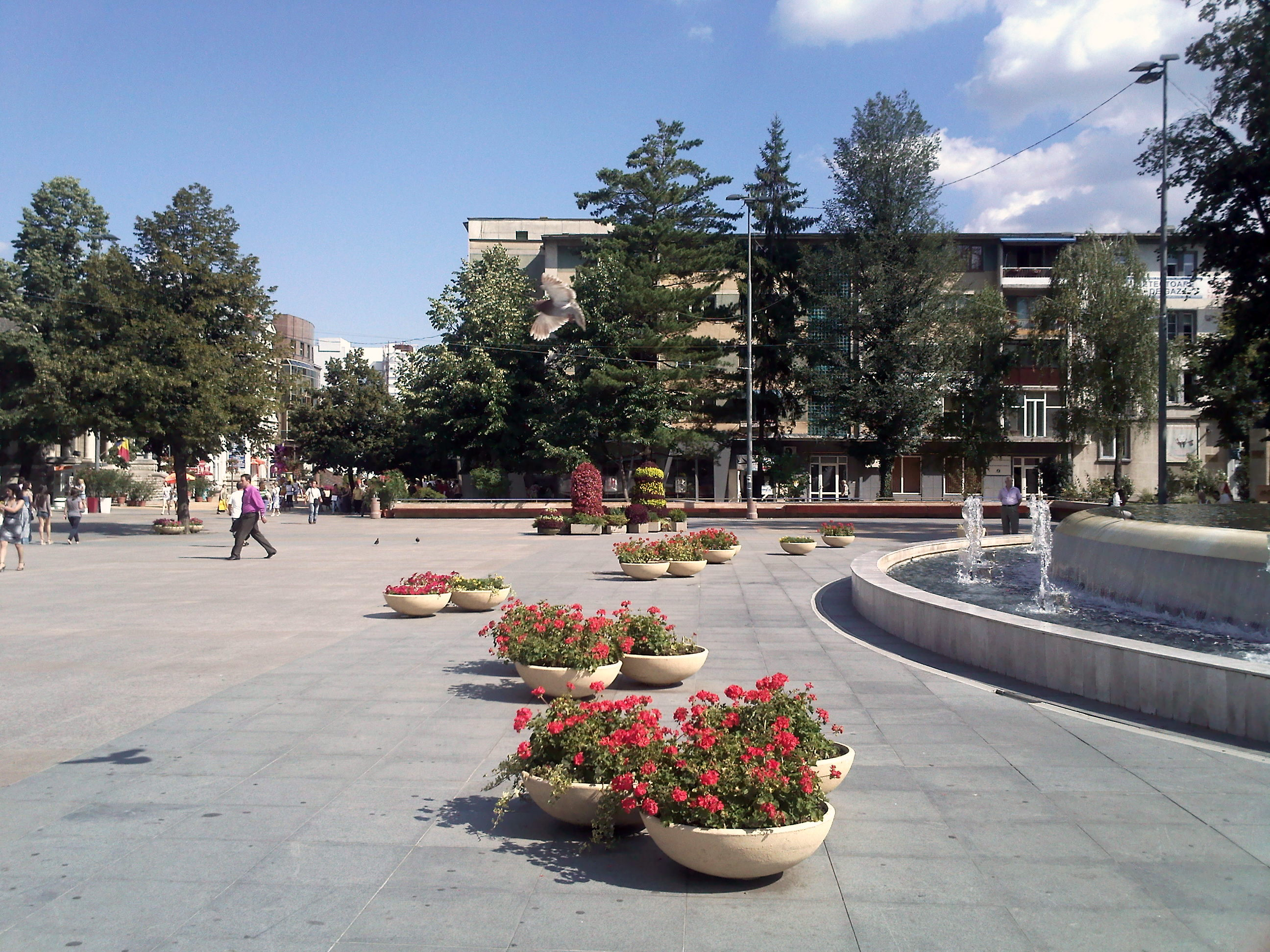
Stadshustorget